# Romanzo di un giovane povero
Romanzo di un giovane povero is een Italiaanse dramafilm uit 1995 onder regie van Ettore Scola.

## Verhaal
De buren Vincenzo en Bartoloni zijn allebei erg ongelukkig. De kunsthistoricus Vincenzo is gefrustreerd, omdat hij maar geen vaste baan kan vinden. Bartoloni heeft schoon genoeg van het drankprobleem van zijn vrouw. Op een dag vraagt Bartoloni aan Vincenzo of hij hem tegen betaling wil helpen om zijn vrouw te vermoorden. Als de vrouw van Bartoloni een paar dagen later dood wordt teruggevonden en ook zijn geld is verdwenen, beginnen de buren elkaar te verdenken. 

## Rolverdeling
| Acteur            | Personage                  |
| ----------------- | -------------------------- |
| Alberto Sordi     | Mijnheer Bartoloni         |
| Rolando Ravello   | Vincenzo Persico           |
| André Dussollier  | Openbaar aanklager Moscati |
| Isabella Ferrari  | Andreina                   |
| Renato De Carmine | Advocaat Cantini           |